# 王渙 (明朝)
王渙（1459年—？），字時霖，號毅斋，浙江寧波府象山縣人，民籍，明朝政治人物。

## 生平
弘治八年（1495年）乙卯科浙江鄉試第七十五名舉人。弘治九年（1496年）聯捷丙辰科會試第一百三十八名，三甲第一百三十七名進士。授長樂縣知縣，徵授監察御史。正德元年（1506年），應詔條上應天要道五事，其語多斥宦官。次年，出巡山海關等，因病未行。都御史劉宇承劉瑾授意，彈劾其失報部內盜情，下詔獄，行杖并斥為民。劉瑾伏誅，王渙復官致仕。

## 家族
曾祖王泰寧；祖父王在明，知縣；父王京，推官。母楊氏。永感下。